# Irlanda en los Juegos Olímpicos de Ámsterdam 1928
Irlanda estuvo representada en los Juegos Olímpicos de Ámsterdam 1928 por un total de 38 deportistas que compitieron en 6 deportes.  

## Medallistas
El equipo olímpico irlandés obtuvo las siguientes medallas:
| Nombre              | Deporte   | Competición |
| ------------------- | --------- | ----------- |
| Oro                 |           |             |
| Patrick O'Callaghan | Atletismo | Martillo M  |
| Plata               |           |             |
| —                   |           |             |
| Bronce              |           |             |
| —                   |           |             |